# Gymnarrhenoideae
Gymnarrhenoideae és una subfamília de plantes asteràcies.

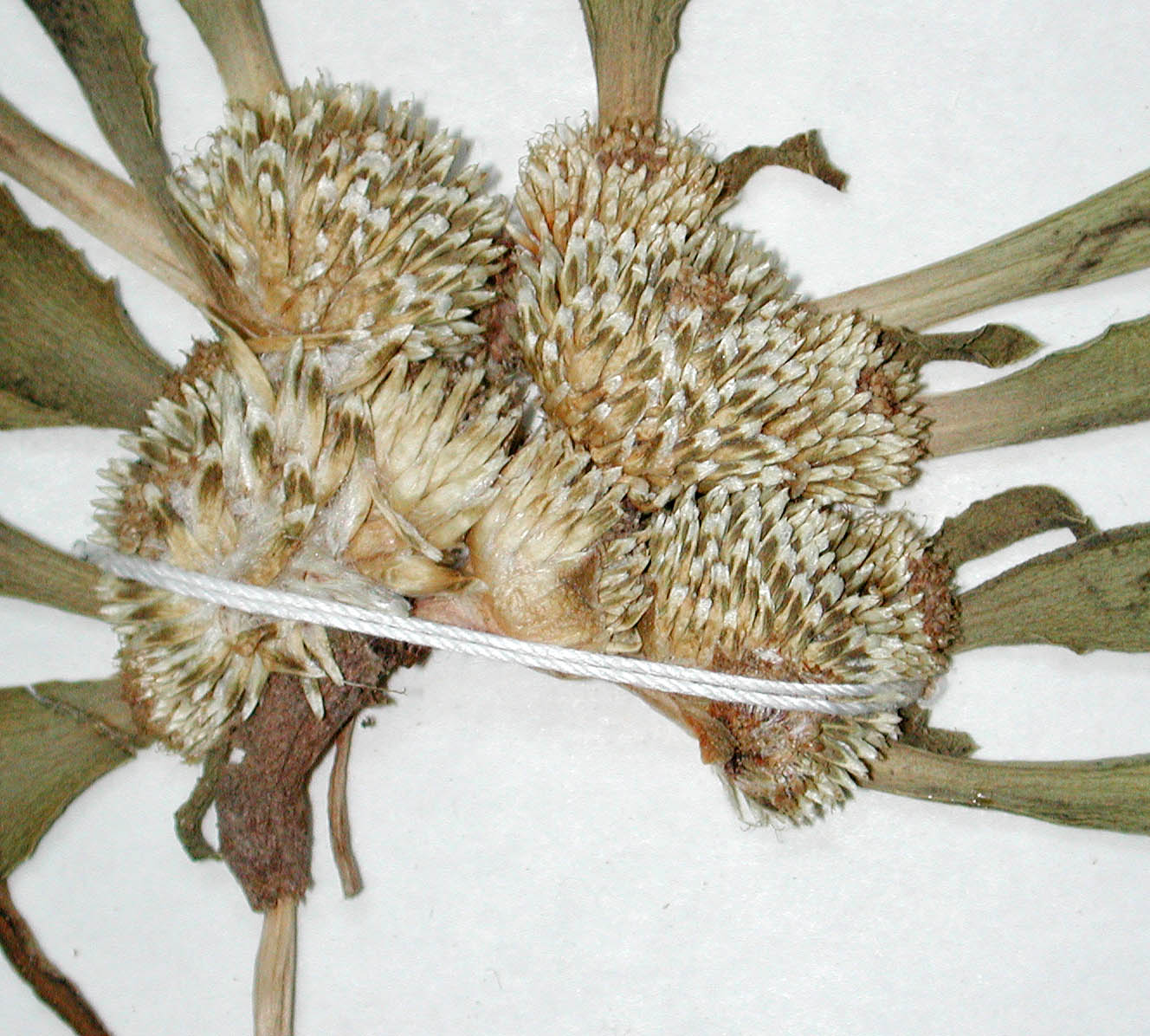
Inflorescència aèria

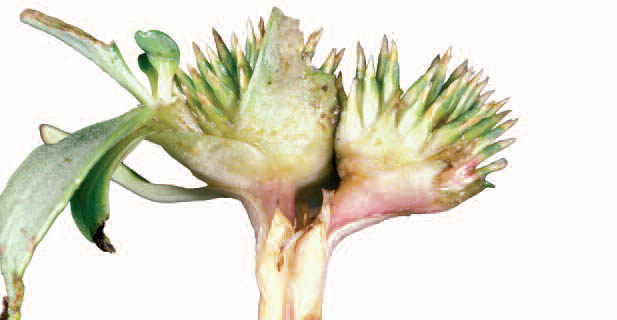
Inflorescència subterrània

Conté una sola sola tribu, Gymnarrheneae la qual inclou un sol gènere, Gymnarrhena, amb una única espècie, Gymnarrhena micrantha distribuïda al nord d'Àfrica i el Mitjà Orient. Els seus capítols florals es troben agrupats en inflorescències. Les branques estilars són llargues i amb els àpexs arrodonits. El nombre cromosòmic bàsic és x=10.

## Morfologia
És una planta herbàcia amb la tija prostrada, les seves fulles són lanceolades, glabres, i disposades en una roseta basal. Produeix inflorescències tant aèries com subterrànies. En els anys d'escassa pluviometria, la part aèria d'aquesta planta s'asseca totalment, i es pot reproduir per cleistogàmia dins la terra. Els seus fruits són aquenis que germinen sota terra.

## Distribució i hàbitats
G. micrantha es troba al nord d'Àfrica i Orient Mitjà. Es troba en els semideserts.

## Taxonomia
Gymnarrhena micrantha va ser descrita per René Louiche Desfontaines i publicat a Mémoires du Muséum d'Histoire Naturelle 4: 1. 1818.

## Sinònims
- Cryptadia euphratensis
- Gymnarrhena balansae Coss. i Durieu ex Coss. & Kralik[5][6]